# Timothy Bright
Timothy Bright, né en 1550 ou 1551 et mort le 9 août 1615, est un médecin britannique qui a publié un des premiers traités sur la dépression (Treatise on Melancholy) et inventé une méthode de sténographie.

## Biographie
Timothy Bright passa probablement sa jeunesse à Sheffield. 

### Médecin
Il fait ses études à Cambridge, où il est reçu bachelier des arts en 1567 ou 1568. Il fait ensuite des études de médecine à Paris avant de revenir à Cambridge où il est reçu docteur en 1579. Il pratique la médecine et commence à écrire. En 1584, il publie un traité en deux parties, la première traitant de l'hygiène, l'autre des soins, et en 1586, le Treatise on Melancholy que Shakespeare a pu lire avant d'écrire Hamlet[réf. nécessaire]. Il abandonne ensuite la médecine pour devenir prêtre.

### Sténographe
En 1588, il publia Characterie; An Arte of Shorte, Swifte and Secrete Writing by Character, dont il n'existe qu'un seul exemplaire à la bibliothèque de l'université d'Oxford. Son système était composé de 500 symboles arbitraires qui ressemblaient à des mots. On lui doit la conservation de plusieurs œuvres de William Shakespeare.
Le gouvernement anglais, qui souhaitait perfectionner sa méthode, stimula son développement par des prix. Ainsi, entre le XVIe et le XVIIIe siècle apparurent de nombreux ouvrages de ce type où l'on se proposait non pas de substituer un signe pour chaque mot ou pour chaque phrase, mais de représenter des syllabes par des traits géométriques simples, de liaison facile. L'un de ces traités, Arte of Brachygraphie de Peter Bales, parut en 1597.